# Grądy Kruklaneckie
Grądy Kruklaneckie (niem. Grunden) – przysiółek wsi Kruklanki w Polsce, położony w województwie warmińsko-mazurskim, w powiecie giżyckim, w gminie Kruklanki.
W latach 1975–1998 przysiółek należał administracyjnie do województwa suwalskiego.

## Nazwa
28 marca 1949 r. ustalono urzędową polską nazwę miejscowości – Grądy Kruklaneckie, określając drugi przypadek jako Grądów Kruklaneckich, a przymiotnik – grądzki.